# Rebecq
Rebecq (valonă Ribek) este o comună francofonă din regiunea Valonia din Belgia. Comuna este formată din localitățile Rebecq, Bierghes, Quenast și Rognon. Suprafața totală este de 39,08 km². La 1 ianuarie 2008 comuna avea o populație totală de 10.237 locuitori. 

## Localități înfrățite
- Italia: Monghidoro;

1. ↑  GeoNames, accesat în 9 iulie 2017